# Números pares e impares

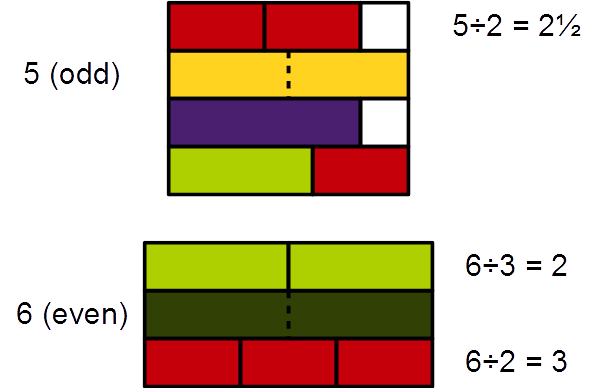

En  matemáticas, un número par es un número entero que es divisible entre dos. Se trata de un número entero que se puede escribir de la forma: {\displaystyle 2k} (es decir, divisible de manera entera entre 2), donde {\displaystyle k} es un entero (los números pares son los múltiplos del número 2). Los números enteros que no son pares se llaman números impares (o números menores), y pueden escribirse como {\displaystyle 2k+1}.
Los números pares son:
{\displaystyle \mathrm {pares} =\{\;...\ -14,\ -12,\ -10,\ -8,\ -6,\;-4,\;-2,\;0,\;2,\;4,\;6,\;8,\ 10,\ 12,\ 14,\;...\;\}}
y los impares:
{\displaystyle \mathrm {impares} =\{\;...,\;\ -15,\ -13,\ -11,\ -9,\ -7,\ -5,\;-3,\;-1,\;1,\;3,\;5,\;7,\ 9,\ 11,\ 13,\ 15,\;...\;\}}
La paridad de un número entero se refiere a su atributo de ser par o impar. Comparativamente, dos números son «de la misma paridad» si al dividirlos entre 2, el resto es el mismo, por ejemplo: "2" y "4", o "3" y "7"; son «de la misma paridad». Por el contrario los números "22" y "45" son «de distinta paridad».
Esta se complementa por una fácil fórmula:
- par + par = par
- par + impar = impar
- impar + impar = par

## Reconocimiento
Si la base de numeración utilizada es un número par (por ejemplo, base 10 o base 8), un número par podrá reconocerse si su último dígito también es par. Por ejemplo, el siguiente número en base 10:
{\displaystyle {352107706}_{10}}
es par ya que su último dígito: 6, también es par. Lo mismo sucede con el siguiente número en base 6:
{\displaystyle {2145301354}_{6}={23211718}_{10}}
Si la base del sistema de numeración es impar (3, 5, etc), el número será par si el número de dígitos con cifra impar es par, en cualquier otro caso el número será impar. Por ejemplo, en base 3:
{\displaystyle {120}_{3}={15}_{10}}
es impar, dado que el uno es la única cifra impar, mientras que:
{\displaystyle {321}_{5}={86}_{10}}
Como el 3 y el 1 son impares, hay un número par de cifras impares y el número es par.

## Paridad del cero
El cero es un número par, cumple con la definición así como con todas las propiedades de los números pares.
1. {\displaystyle I_{1}+I_{2}=2a+1+2b+1=2a+2b+2=2(a+b+1)=2n}
2. {\displaystyle P_{1}\cdot P_{2}=2a\cdot 2b=2(2\cdot a\cdot b)=2(c)=2n}
3. {\displaystyle P_{1}\cdot I_{1}=2a\cdot (2b+1)=2a\cdot 2b+2a=2c+2a=2(c+a)=2n}
4. {\displaystyle I_{1}\cdot I_{2}=(2a+1)\cdot (2b+1)=2a\cdot 2b+2a+2b+1=2c+2a+2b+1=2(c+a+b)+1=2n+1}
5. La potencias de base par son pares y recíprocamente si una potencia es par su base es par[4]
6. El resto de la división de un número par entre un número par es par; nada se colige del cociente que puede tener cualquier paridad.

## Propiedades con respecto a la divisibilidad
- Dos números enteros consecutivos tienen paridad diferente.
- Dados tres enteros consecutivos, dos serán de la misma paridad y uno de ellos será necesariamente de paridad distinta de los otros dos.

### Tipos especiales de números pares
- Los números perfectos son pares.
- Los factoriales de un natural diferente de 1 y de 0 y los números primoriales son pares.
- Toda terna pitagórica primitiva (esto es, toda terna de números enteros {\displaystyle (\alpha ,\beta ,\gamma )} tal que existen dos enteros positivos primos entre sí {\displaystyle m,n} tales que {\displaystyle m>n} y {\displaystyle \alpha =2mn}, {\displaystyle \beta =m^{2}-n^{2}} y {\displaystyle \gamma =m^{2}+n^{2}}) genera un número congruente (esto es, un valor de área de un triángulo rectángulo de lados números racionales) par.

### Tipos especiales de números impares
- Los números primos, con la única salvedad del 2, que es par. Se trata de aquellos números naturales que no tienen otros divisores más que ellos mismos y el 1.
  - Los números primos de la forma {\displaystyle \ 4\cdot n+1}, con n un número natural cualquiera, se descomponen de una única manera en suma de dos cuadrados de números enteros. Esto fue estudiado por Fermat y permite que ese primo sea la hipotenusa de un triángulo rectángulo diofántico o triángulo rectángulo diofantino. Estas últimas dos palabras se refieren a triángulos con lados enteros positivos en honor a Diofanto de Alejandría, quien estudió los problemas en los que interesa obtener soluciones enteras.
  - Los primos de la forma {\displaystyle \ 4\cdot n+3} no pueden expresarse como suma de dos cuadrados enteros, pero sí como diferencia de cuadrados. La raíz cuadrada del cuadrado mayor, o minuendo de la diferencia, es igual a {\displaystyle \ 2(n+1)}, donde n es el mismo natural que aparece en la expresión del número primo.

### Definiciones en desuso
En el libro 7 de los Elementos de Euclides (definiciones 8 a 10), vienen definidas unas clases de números que, aunque hoy en desuso, han sido citadas de forma recurrente en libros históricos de matemáticas.
- Número parmente par, pariter par o propiamente par «es el medido por un número par según un número par». Sería, por tanto, el producto de dos números pares (todos son múltiplos de 4).
- Número parmente impar o pariter impar «es el medido por un número par según un número impar», es decir, el producto de un número par por un número impar.
- Número imparmente impar, impariter impar o propiamente impar «es el medido por un número impar según un número impar», es decir, el producto de dos números impares.

Observaciones:
- En estas definiciones, el 1 no cuenta como número,[6][7] por lo que los números imparmente impares son exactamente los números impares compuestos. Estos son los números que se emplean en la criba de Sundaram para hallar números primos: un número primo será todo número impar (con la consabida excepción del 2) que no esté en la criba de Sundaram.
- Algunos números se consideran tanto parmente pares como parmente impares. Por ejemplo, 24 es igual a 6 por 4, así que es parmente par; pero también es igual a 3 por 8, con lo que es parmente impar.

Algunas fuentes, tales como Dorado contador. Aritmética especulativa y práctica (1794) y el más reciente, Enjambre matemático, utilizan otra definición para los números parmente pares: no se trata de los que son productos de dos pares, sino de los que solo se pueden expresar como producto de dos pares (exceptuando, por supuesto, el producto de sí mismos por uno). Según esta definición, los números parmente pares son exactamente las potencias de 2. Asimismo, definen el número parmente impar como el múltiplo de una potencia de 2 por un número impar e introducen el concepto, ausente en la obra de Euclides, de número imparmente par como un número que es doble de un número impar. La definición del número imparmente impar no sufre variación.
El libro Llave aritmética y algebrayca utiliza las primeras definiciones y explica el caso de que haya números que son simultáneamente parmente pares y parmente impares. Esta definición, además, queda reforzada en la proposición 32 del libro 9 de los Elementos, que explica así: «Cada uno de los números (que es continuamente) duplicado a partir de una díada es solamente un (número) parmente par.»

## Divisibilidad par
Sea el conjunto de los pares {\displaystyle 2\mathbb {Z} =\{2n:n\in \mathbb {Z} \}=\{...,-6,-4,-2,0,2,4,6,...\}}.
Sean {\displaystyle a,b\in 2\mathbb {Z} }. Se dirá que {\displaystyle a|_{p}b} (léase, "{\displaystyle a} divide parmente a {\displaystyle b}") si existe {\displaystyle c\in 2\mathbb {Z} } tal que {\displaystyle b=ac}. También se dice que {\displaystyle b} es parmente divisible.
Por ejemplo, 8 | 16 pues 16 = 2·8. Por otra parte, 8 no divide parmente a 24.

### Primos en2Z{\displaystyle 2\mathbb {Z} }
Un elemento {\displaystyle a} es primo en {\displaystyle 2\mathbb {Z} } si no existe ningún elemento de {\displaystyle 2\mathbb {Z} } que lo divida (esto es, no es parmente divisible).
Por ejemplo, 6, 10 son primos en {\displaystyle 2\mathbb {Z} }.
Es fácil ver que los primos de {\displaystyle 2\mathbb {Z} } son únicamente el producto de 2 por los números impares.

### Divisores pares de un número
Fuera de los primos en {\displaystyle 2\mathbb {Z} }, los otros números tienen dos o más divisores.
Para el caso de 24, tiene como divisores 2, 4, 6, 12.

### Divisores pares comunes y máximo común divisor
32 y 48 tienen como divisores pares comunes 2, 4 y 8.
El mayor de los divisores comunes de dos elementos de {\displaystyle 2\mathbb {Z} } se llama máximo común divisor (mcd). 
Por ejemplo, mcd(32,48) = 8

## Álgebra
- Suma, resta y multiplicación de enteros:[14]
  - par ± par = par
  - par ± impar = impar
  - impar ± impar = par
  - par·par = par
  - par·impar = par
  - impar·impar = impar
- La suma de números naturales pares es par y cabe la propiedad asociativa, el conjunto de los números pares es un semigrupo conmutativo con la adición; si se admite 0 como natural, sería el elemento neutro aditivo par.
- El conjunto de los números enteros pares con la adición es un grupo abeliano, pues se cumplen: la clausura, asociatividad, existe el elemento neutro par el cero y para cada par existe su opuesto.
- El conjunto de los números  naturales impares con la multiplicación es un semigrupo asociativo, con unidad.

## Paridad de potencias
- El número {\displaystyle a} es par si y solo si {\displaystyle a^{2}} es un número par.[15] Esta propiedad se usa en la demostración de la irracionalidad de {\displaystyle {\sqrt {2}}}.
- El número {\displaystyle a} es impar si y solo si {\displaystyle a^{2}} es un número impar (consecuencia de lo anterior).